# Schloss Penkhof

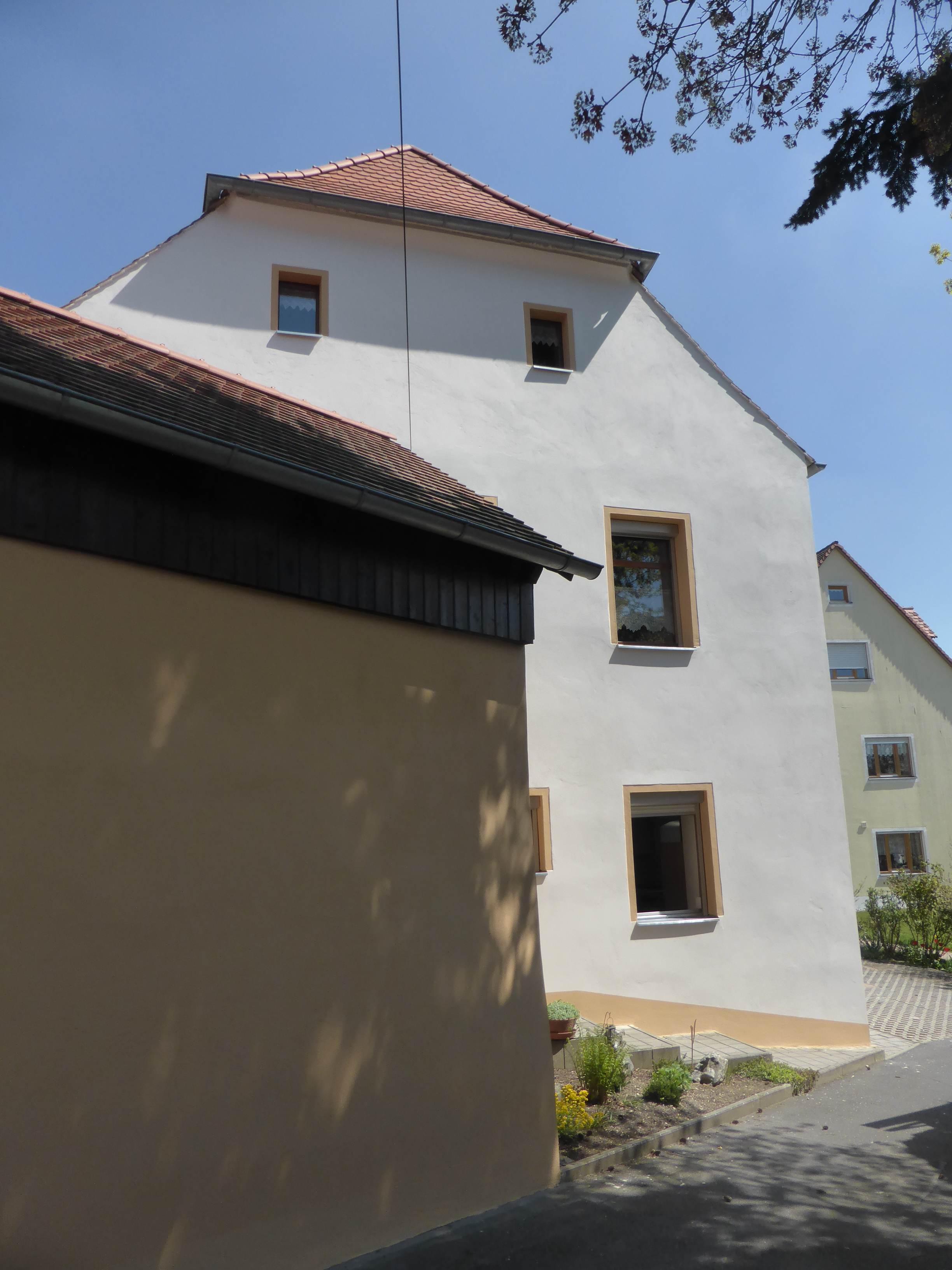
Schloss Penkhof

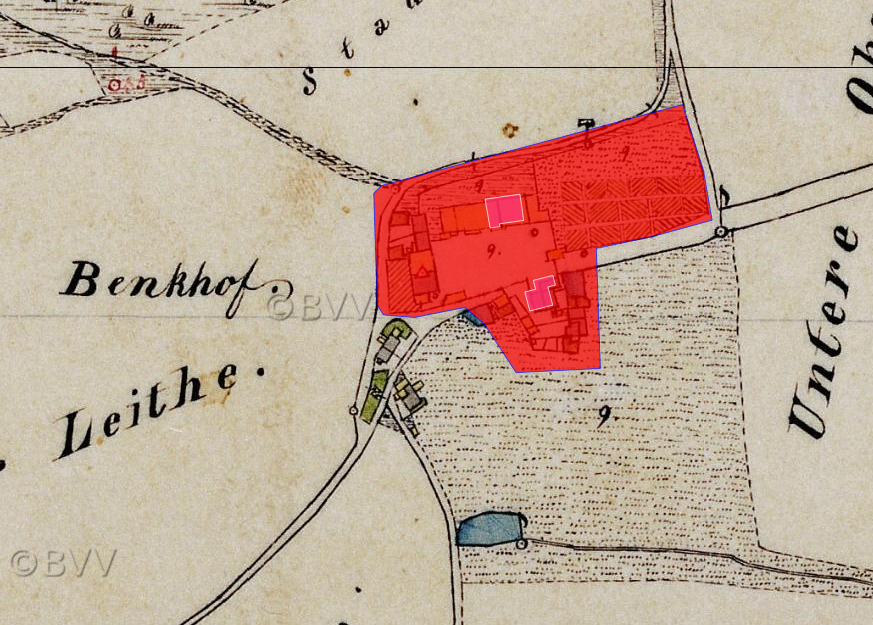
Lageplan von Schloss Penkhof auf dem Urkataster von Bayern

Das Schloss Penkhof ist ein Schloss im Ortsteil Penkhof der oberpfälzischen Gemeinde Kümmersbruck im Landkreis Amberg-Sulzbach von Bayern. Die Anlage ist unter der Aktennummer D-3-71-136-17 als denkmalgeschütztes Baudenkmal von Penkhof verzeichnet. Ebenso wird sie als Bodendenkmal unter der Aktennummer D-3-6537-0188 im Bayernatlas als „archäologische Befunde des Mittelalters und der frühen Neuzeit im Bereich des ehem. Schlosses von Penkhof, darunter die Spuren von Vorgängerbauten bzw. älterer Bauphasen“ geführt.

## Geschichte
Penkhof war ein Lehen der Landgrafschaft Leuchtenberg. In dem leuchtenbergischen Urbar aus dem 14. Jahrhundert wird ein Hans Zeylmaier erwähnt, der die Öde Penkhof bei Amberg innehatte. In der Registratur von 1362 heißt es, „Chunrad Roßtäuscher aus Amberg“ habe den Hof zu Penkhof als Lehen empfangen. Mit dem Testament von Heinrich der Kümmersbrucker des Jahres 1380 schenkte dieser seiner Frau Anna, Tochter des Oberammerthaler Hofmarksherrn Hermann von Ammerthal, die „Öde zu Penkh, die zur Lehen rühret von meinem Herrn den Landgrafen“. 1435 verlieh der Landgraf den halben Hof zu Penk, den vor Zeiten „Chunrad der alt Haiden“ innehatte, an „mertlein den mandlein von Frawenreuth“. 1463 gestattete Konrad Haiden seinem Sohn Jörg Haiden den Verkauf des Zinses aus dem Gut Penk an Konrad Kuchler, Bürger zu Pfreimd, um 100 Pfund Pfennige. Dem Conz HaidenAmalie 1488 das Lehen Penkhof von Landgraf Johann von Leuchtenberg verliehen. Nach seinem Tod hinterließ er die Witwe Amalie und zwei Töchter, Anna und Magdalena. 1505 wurde Penkthof dem Gregor Mendel verliehen; dieser war Vormund und Lehensträger der Hinterbliebenen und vermutlich mit Amalie verheiratet. In dritter Ehe heiratete diese Thomas Möringer, der am 23. November 1513 mit Penkhof beliehen wurde.
Anna, die Tochter des Conz Haiden, verheiratete sich mit Hans Kastner, Pronontar zu Heidelberg. 1518 werden in den Landsassenmatrikeln Thomas Möringer und Hans Kastner gemeinsam genannt. Am 19. November 1526 wurde Hans Kastner allein mit Penkhof belehnt. Nach dessen Tod durfte 1532 Hans von Schaffhausen im Namen der Witwe Anna den Penkhof verkaufen. 1549 wurde die Landsassenfreiheit durch Kurfürst Friedrich II. erteilt. Hans Kodnit scheint 1561 verstorben zu sein, denn am 4. Juli 1562 wurde ein Inventar über seine Hinterlassenschaft erstellt. Das Ehepaar hatte drei Kinder: Endres, Wolfgang und Hans. Sie wurden am 16. April 1561 mit Penkhof belehnt, zudem besaßen sie noch Schloss Kümmersbruck. Hans studierte Theologie und wurde evangelischer Pfarrer in Nabburg. Endres wurde Erster Vizepräsident des lutherischen Kirchenrates in Amberg, den Kurfürst Ludwig eingerichtet hatte. Endres verstarb am 30. Dezember 1578. Mit seinem Bruder Wolf schloss er am 29. Dezember 1574 einen Teilungsvertrag über Penkhof. 1578 erwarb Wolf Kodnit auch den anderen Teil von Penkhof von der Witwe Appolonia seines Bruders. Er baute sich in Penkhof ein eigenes Schlössl für gelegentliche Aufenthalte. 1585 wurden seine Witwe und deren vier Kinder, Hans, Wolf, Maria, Margaretha und Susanne, mit der Hofmark belehnt. Sie verkauften am 9. August 1588 ihren Besitz an Peter Ludwig aus Amberg († 23. Januar 1613). Die Hofmark fiel nun danach an Paul Kohl, der eine Tochter Ludwigs geheiratet hatte. Dieser starb am 21. November 1628 in Penkhof.
Von der Witwe des Paul Kohl erwarb Christoph von Lerchenfeld auf Ammerland, Mosack, Schönberg und Wenzenbach am 1. Dezember 1629 das Gut. Der Hof lag im Dreißigjährigen Krieg nach dem ersten Einfall der Schweden 1632 öd. Nach dem Tod des Christoph von Lerchenfeld († 1636 in Landshut) erhielt der Amberger Sigmund von Löwenthal das Gut am 3. Juli 1645 bei einer Versteigerung. Die völlig verödete Hofmark schenkte er seinem Sohn Heinrich Karl von Löwenthal, der 1655 damit belehnt wurde. Diesem ging es finanziell und körperlich relativ schlecht und er wollte das Gut 1692 verkaufen, was ihm aber nicht gelang. Er verstarb 1695. Seine Witwe hauste noch eine Zeit lang mit ihren sechs Kindern dort und übergab die Hofmark 1727 Franz Melchior von Löwenthal, kurfürstlicher Regierungsrat und Militärkommissar zu Amberg. Er verstarb mit 49 Jahren am 19. April 1743 in Amberg. Seine Witwe Eleonore Ernestine, geb. von Fritz, und ihrer sechs Kinder verkauften die Hofmark Penkhof am 22. Mai 1769 an Maria Elis, Gräfin von Butler auf Raigering († 24. März 1807). In ihrer Zeit brannte das ursprüngliche Schlossgebäude am 7. April 1793 durch die Unachtsamkeit der im Schloss wohnenden Förstermutter ab. Danach wurde es 1799 von den Grafen Butler in einfacher Weise wieder aufgebaut.
Die nächsten Besitzer waren Theodor Graf Butler (1807), Major von Xylander (1812), Minister Graf von Türkheim (1816), Schulrat G. Stephan Fröhlich (1817), Poststallmeister Georg Hirschmann (1832), Oberleutnant Joseph Seibert von Woppenhof (1835) und Anton Graf von Pestaloza, genannt „Pestaluzz“ (1848), dieser zertrümmerte die Hofmark.

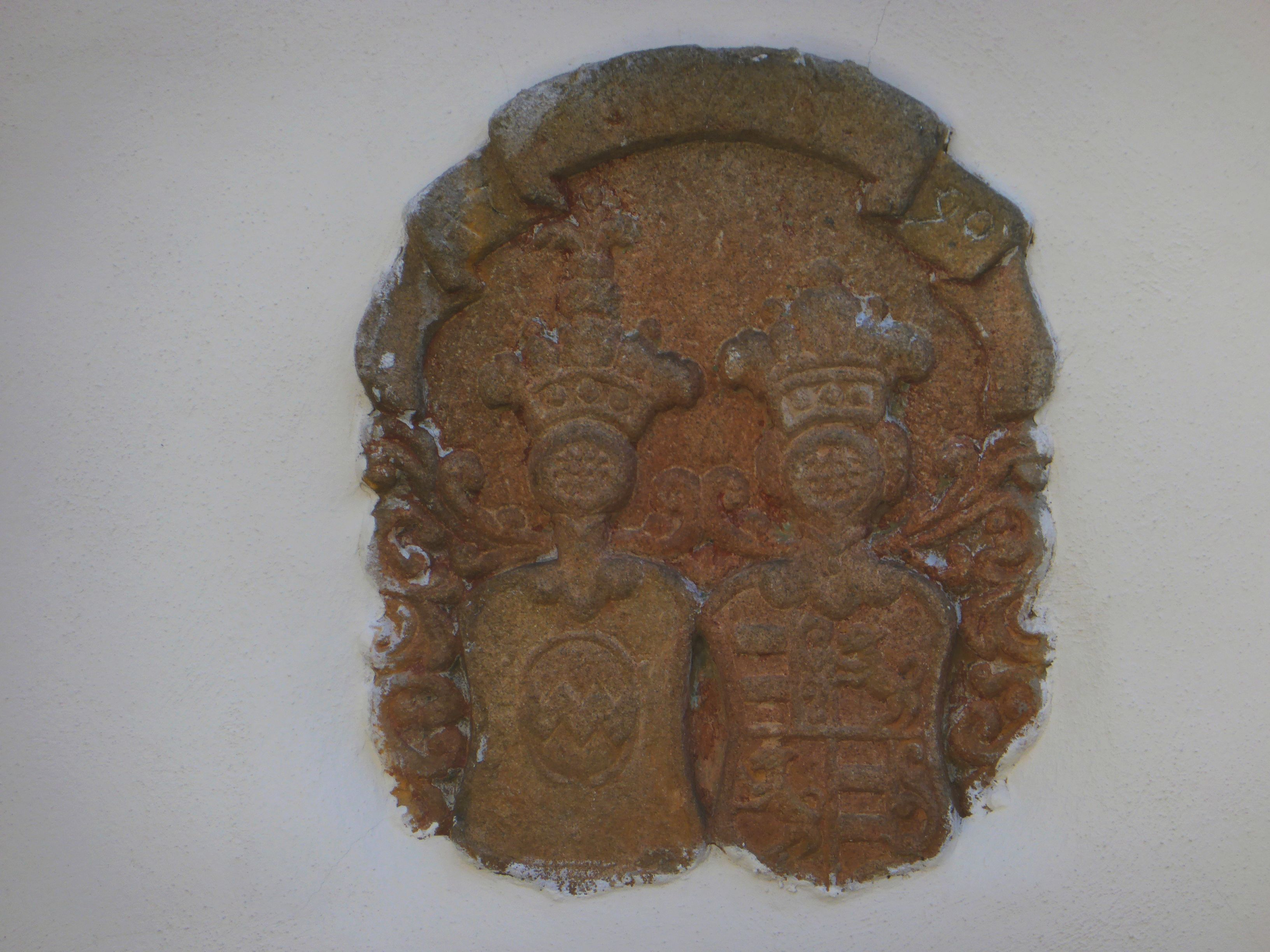
Wappen der Familie von Buttlar auf Schloss Penkhof

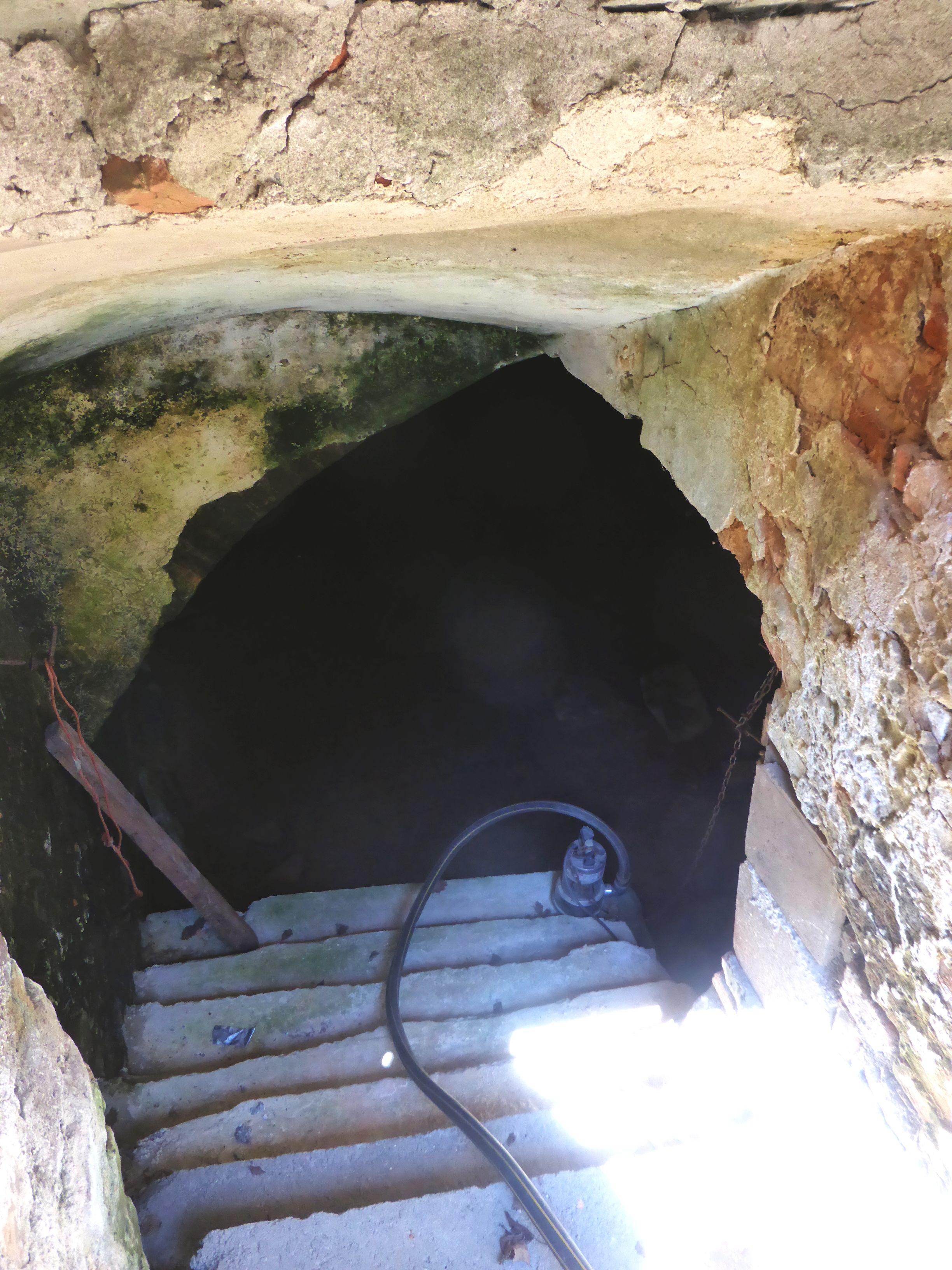
Weinkeller von Schloss Penkhof

## Gebäude
Der bestehende zweigeschossige Schlossbau ist ein verputzter Massivbau mit einem Krüppelwalmdach. Auf dem straßenseitigen Anbau befindet sich eine Wappentafel derer von Buttlar mit der Jahreszahl „1790“. Das Gebäude ist im Kern mittelalterlich und wurde nach dem Brand von 1793 wieder aufgebaut.
Das Bauernhaus mit einem ehemaligen Weinkeller auf der gegenüberliegenden Straßenseite, ein eingeschossiger Putzbau mit einem Satteldach aus dem 18. Jahrhundert, gehört dazu.